# Janomima
Janomima é um gênero de mariposa pertencente à família Eupterotidae.

## Espécies
- Janomima dannfelti Aurivillius, 1893
- Janomima ibandana Dall'Asta, 1979
- Janomima mariana White, 1843